# رودولفو فالنتين
رودولفو فالنتين (بالإسبانية: Rodolfo Valentin)‏ هو مصفف الشعر وعارض أرجنتيني، ولد في 22 يونيو 1944 في بوينس آيرس في الأرجنتين.

## وصلات خارجية
- الموقع الرسمي